# Adam Sušac
Adam Sušac (* 20. Mai 1989 in Novi Marof, SR Kroatien, SFR Jugoslawien) ist ein ehemaliger kroatischer Fußballspieler und heutiger Fußballtrainer.

## Spielerkarriere

### Vereine
Sušac begann seine Profikarriere beim kroatischen Verein NK Varaždin, für den er insgesamt 36 Spiele in der 1. HNL absolvierte. Zu Beginn der Saison 2011/12 bestritt er für diesen Verein zudem vier Spiele in der Qualifikation zur Europa League. Im Januar 2012 wechselte er zum Ligakonkurrenten HNK Rijeka, für den er in der Rückrunde 2011/12 zwei Ligaspiele bestritt. In der Winterpause 2012/13 wurde Sušac an NK Pomorac Kostrena in die 2. HNL ausgeliehen, für den er in 15 Ligaspieleinsätzen vier Tore erzielte.
Am 12. Juli 2013 wechselte er ablösefrei zu Dynamo Dresden. Dort bestritt er während der folgenden Saison 17 Spiele, in denen er ein Tor erzielte. Mit dem Abstieg am Saisonende lief sein Vertrag aus und Sušac verließ den Verein wieder. Im Oktober 2014 verpflichtete ihn der österreichische Bundesliga-Verein SC Wiener Neustadt für die restliche Saison 2014/15.
Zur Saison 2015/16 wechselte er zum Drittligisten FC Erzgebirge Aue und stieg mit der Mannschaft am Saisonende in die zweite Bundesliga auf. In der darauffolgenden Saison 2016/17 bestritt Sušac 13 Spiele für den Club. Sein zum Saisonende auslaufender Vertrag wurde nicht verlängert. Im August 2017 wurde Sušac vom Drittligisten VfL Osnabrück verpflichtet, er erhielt einen Zweijahresvertrag. Dieser wurde im Februar 2019 um weitere zwei Jahre verlängert.
Als 32-Jähriger schloss sich der Innenverteidiger im Sommer 2021 dem Drittligisten FSV Zwickau an. An der Mulde erhielt er einen Zweijahresvertrag. Im Sommer 2023 beendete er seine Karriere.

### Nationalmannschaft
In seiner Jugendzeit bestritt Sušac mehrere Länderspiele für die Jugendauswahlmannschaften des kroatischen Fußballverbands.

## Trainerkarriere
Nach seinem Karriereende kehrte Sušac zur Saison 2023/24 zum FC Erzgebirge Aue zurück und wurde Co-Trainer von Pavel Dotchev.

## Erfolge
- Aufstieg in die die 2. Bundesliga: 2016 (FC Erzgebirge Aue), 2019 (VfL Osnabrück)
  - als Meister der 3. Liga: 2019
- Sachsenpokalsieger: 2016